# Benjamin Mendy
Pour les articles homonymes, voir Mendy.
Benjamin Mendy, né le 17 juillet 1994 à Longjumeau en France, est un footballeur international français qui évolue au poste de défenseur gauche.
Il commence sa carrière en 2011 dans son club formateur du Havre AC. De 2013 à 2016, il évolue à Olympique de Marseille, avant de rejoindre pour une saison l'AS Monaco où il décroche le titre du championnat de France 2016-2017. Il est alors transféré à Manchester City devenant le défenseur le plus cher de l'histoire.
Il remporte six trophées en 31 matchs joués en 2017-2019 : deux fois la Premier League, la Coupe du monde 2018 avec l'équipe de France, la Community Shield et deux fois la League Cup.
Sa carrière de footballeur est interrompue entre août 2021 et juillet 2023, Benjamin Mendy étant accusé de viols et d'agressions sexuelles par sept femmes. Placé en détention provisoire, puis libéré sous caution et sous contrôle judiciaire, Mendy nie les accusations et plaide non-coupable. À l'issue de deux procès, il est acquitté. La semaine suivante, il rejoint le FC Lorient.

## Biographie
Musulman pratiquant, Benjamin Mendy est issu d'une famille originaire de Guinée-Bissau et du Sénégal.

### Carrière en club

#### Le Havre AC
Attaquant à l'US Palaiseau,. Il intègre le centre de formation du Havre AC, en 2007, où il évoluera vers le poste de latéral gauche, Benjamin Mendy signe un contrat pro avec Le Havre AC d'une durée de trois ans en juillet 2011 à tout juste 17 ans, après avoir été détecté par le club doyen dans son club de l'US Palaiseau en banlieue parisienne en 2007. Surclassé par rapport à son âge, que ce soit dans les équipes de jeunes du Havre, ou en équipe de France, il joue son premier match professionnel le 9 août 2011 en Coupe de la Ligue lors de la défaite 2-1 face à l'Amiens SC, puis s'impose rapidement comme titulaire sur le flanc gauche de la défense havraise. Il joue son premier match de Ligue 2 contre Amiens SC de nouveau trois jours plus tard.

#### Olympique de Marseille
Un accord de principe concernant un transfert vers l'Olympique de Marseille est annoncé le 9 juillet 2013. Il signe son contrat le jour même. Le montant du transfert avoisinerait les 3,5 millions d'euros. Il joue son premier match sous le maillot phocéen le 11 août 2013 contre l'EA Guingamp puis joue le premier match de Ligue des champions de sa carrière contre le Borussia Dortmund le 1er octobre suivant. Il inscrit son tout premier but à l'OM le 24 septembre 2013 contre l'AS Saint-Étienne, c'est également son premier chez les pros. Pour sa première saison à l'OM et malgré la concurrence avec Jérémy Morel, il prend part à trente matchs toutes compétitions confondues.
La saison suivante, il prend une place de titulaire à part entière sous les ordres de Marcelo Bielsa, qui voit en lui un futur grand latéral gauche. Le bon début de saison du club leur offre une belle première place lors de la trêve hivernale mais la seconde partie de championnat est plus difficile et le club termine à la quatrième place à deux points de l'AS Monaco
Le 7 mai 2016, il joue son 100e match sous le maillot olympien. Lors de la saison 2015-2016, le club connaît une saison difficile avec trois entraîneurs différents dans la saison, toutefois il s'incline en finale de Coupe de France face au Paris-SG.

#### AS Monaco
Le 22 juin 2016, il signe en faveur de l'AS Monaco pour 15 millions d'euros. Il dispute sa première rencontre officielle sous les couleurs monégasques lors du match aller du troisième tour de qualification de la Ligue des champions 2016-2017 face à Fenerbahçe, défaite deux buts à un. Malgré la défaite, le club se qualifie lors du match retour. Il prend rapidement une place de titulaire indiscutable au sein de l'effectif monégasque qui atteint les demi-finales de la Ligue des champions, malgré quelques blessures. Le 1er mars 2017, il marque son premier but lors d'un match de Coupe de France face à son ancienne équipe de l'Olympique de Marseille. Le 2 avril suivant, il s'incline en finale de Coupe de la Ligue quatre buts à un face au Paris SG. Malgré cette défaite en finale, le club effectue une belle saison avec une demi-finale de Ligue des champions contre la Juventus quelques jours avant d'être sacré champion de France avec le club de la principauté, juste devant le club de la capitale.

#### Manchester City
Le 22 juillet 2017, l'AS Monaco trouve un accord avec Manchester City pour le transfert de Benjamin Mendy qui avoisinerait les 57 millions d'euros ce qui fait de lui le défenseur le plus cher de l'histoire du football. À la suite d'une blessure, il est indisponible lors des premiers matchs de la saison 2017-2018. Lors de son match face à Liverpool (victoire 5-0), il délivre sa première passe décisive à Leroy Sané. Le 23 septembre, il est malheureusement victime d'une rupture des ligaments croisés qui le prive de terrain jusqu'en mai 2018. Il dispute seulement huit matchs lors de sa première saison en Angleterre ; durant ses huit matchs il gagne quatre trophées qui sont, chronologiquement, la League Cup, suivie de la Premier League, entre-temps la Coupe du monde 2018 avec l'équipe de France, et ensuite le Community Shield. Benjamin subit encore durant une grande partie de la saison de 2018-2019 des ennuis de santé qui le maintiennent en dehors des terrains.
En août 2021, soupçonné par la police du Cheshire de quatre viols et d'une agression sexuelle, le joueur est suspendu par son club, et placé en détention provisoire. À partir de cette date, il ne participe plus à un seul match avec les Cityzens, durant les saisons 2021-2022 et 2022-2023, restant néanmoins sous contrat avec le club même s'il n'est plus rémunéré,.
En juin 2023, durant son deuxième procès, Benjamin Mendy en fin de contrat quitte Manchester City après y avoir joué soixante-quinze matchs durant six années et marqué deux buts.
En octobre 2024, Benjamin Mendy a poursuivi Manchester City, devant un tribunal du travail, affirmant que le club anglais, avait à tort arrêté son salaire mensuel de 500 000 £ lorsqu'il a été placé en détention provisoire en août 2021 après avoir été accusé d'infractions sexuelles. En novembre 2024, un juge du tribunal du travail, a statué que Benjamin Mendy avait droit à un dédommagement, de plusieurs millions de livres sterling pour les déductions non autorisées de son salaire par Manchester City.

#### FC Lorient
En juillet 2023, il s'engage pour deux saisons au FC Lorient où il portera le no 5. Le 17 septembre 2023, il fait son retour en compétition face à l'AS Monaco, 763 jours après son dernier match, en remplaçant Vincent Le Goff à la 71e minute.
Le 10 décembre 2023, il marque son premier but avec le FC Lorient soit 981 jours après son dernier but.
Son expérience à Lorient est difficile et ne peut empêcher le club de descendre en Ligue 2. Ayant gagné son procès contre Manchester City, il revient à Lorient pour négocier sa rupture de contrat. Il résilie son contrat en février 2025.

#### FC Zurich
Le 11 février 2025, il s'engage avec le club suisse du FC Zurich pour dix-huit mois. En juillet 2025, le joueur et le club ont résilié le contrat qui les liait d'un commun accord, il quitte le FCZ avec effet immédiat,.

### Équipe de France
Benjamin Mendy passe par toutes les sélections de jeunes depuis 2009. Pour sa première sélection en équipe de France des moins de 16 ans il joue contre le Pays de Galles.
Le 13 novembre 2014, il porte pour la première fois le maillot de l'équipe de France espoirs face à l'Italie puis quatre jours plus tard face à l’Angleterre.
Le 16 mars 2017, il est convoqué pour la première fois en équipe de France A par le sélectionneur Didier Deschamps, pour les rencontres face au Luxembourg et à l'Espagne. Titulaire lors du succès trois buts à un contre les Luxembourgeois, il fête sa première cape[pas clair] en délivrant une passe décisive à Olivier Giroud pour le troisième but français.
Il fait partie des 23 joueurs sélectionnés pour la Coupe du monde 2018 en Russie mais ne parvient pas à convaincre Didier Deschamps de son retour en forme ; Lucas Hernandez lui est préféré. Il dispute seulement quelques minutes de jeu dans cette Coupe du monde, lors du troisième match de poule opposant la France au Danemark. Benjamin Mendy est sacré champion du monde avec l'équipe nationale le 15 juillet 2018 à Moscou, après la victoire finale 4 buts à 2 face à la Croatie.
Il joue ensuite de nouveaux matchs avec l'équipe de France, le 9 septembre 2018 face aux Pays-Bas lors de la Ligue des nations (victoire 2-1), puis le 17 novembre 2019, lors d'un match face à l'Albanie comptant pour les éliminatoires de l'Euro 2020 (victoire 2-0). Il s'agit de sa 10e sélection et dernière apparition avec les Bleus.
En mai 2021, il ne fait pas partie des joueurs retenus par Didier Deschamps pour l'Euro 2020 (décalé en 2021 en raison du Covid).

## Style de jeu
Benjamin Mendy est un latéral gauche réputé pour ses capacités offensives et ses très bons centres. Parfois plus discret dans son engagement défensif,, il reste reconnu comme l'un des meilleurs latéraux gauches de son temps. Son style porté vers l'attaque est notamment adapté à celui d'une équipe habituée à posséder le ballon, comme le Manchester City de Pep Guardiola.

## Statistiques

### Statistiques détaillées
| Saison                | Club                   | Championnat           | Championnat | Championnat | Championnat | Coupe nationale | Coupe nationale | Coupe nationale | Coupe de la Ligue | Coupe de la Ligue | Coupe de la Ligue | Supercoupe | Supercoupe | Supercoupe | Compétition(s) continentale(s) | Compétition(s) continentale(s) | Compétition(s) continentale(s) | Compétition(s) continentale(s) | Total | Total | Total |
| Saison                | Club                   | Division              | M.          | B.          | P.d.        | M.              | B.              | P.d.            | M.                | B.                | P.d.              | M.         | B.         | P.d.       | Comp.                          | M.                             | B.                             | P.d.                           | M.    | B.    | P.d.  |
| 2011-2012             | Le Havre AC            | Ligue 2               | 29          | 0           | 1           | 3               | 0               | 0               | 1                 | 0                 | 0                 | -          | -          | -          | -                              | -                              | -                              | -                              | 33    | 0     | 1     |
| 2012-2013             | Le Havre AC            | Ligue 2               | 28          | 0           | 3           | 3               | 0               | 0               | 1                 | 0                 | 0                 | -          | -          | -          | -                              | -                              | -                              | -                              | 32    | 0     | 3     |
| Sous-total            | Sous-total             | Sous-total            | 57          | 0           | 4           | 6               | 0               | 0               | 2                 | 0                 | 0                 | 0          | 0          | 0          | -                              | 0                              | 0                              | 0                              | 65    | 0     | 4     |
| 2013-2014             | Olympique de Marseille | Ligue 1               | 24          | 1           | 3           | 2               | 0               | 0               | 2                 | 1                 | 0                 | -          | -          | -          | C1                             | 2                              | 0                              | 0                              | 30    | 2     | 3     |
| 2014-2015             | Olympique de Marseille | Ligue 1               | 33          | 0           | 5           | 1               | 0               | 0               | 1                 | 0                 | 0                 | -          | -          | -          | -                              | -                              | -                              | -                              | 35    | 0     | 5     |
| 2015-2016             | Olympique de Marseille | Ligue 1               | 24          | 1           | 1           | 4               | 0               | 1               | 1                 | 0                 | 1                 | -          | -          | -          | C3                             | 7                              | 0                              | 2                              | 36    | 1     | 5     |
| Sous-total            | Sous-total             | Sous-total            | 81          | 2           | 9           | 7               | 0               | 1               | 4                 | 1                 | 1                 | 0          | 0          | 0          | -                              | 9                              | 0                              | 2                              | 101   | 3     | 13    |
| 2016-2017             | AS Monaco              | Ligue 1               | 25          | 0           | 5           | 2               | 1               | 2               | 2                 | 0                 | 0                 | -          | -          | -          | C1                             | 10                             | 0                              | 3                              | 39    | 1     | 10    |
| 2017-2018             | Manchester City        | Premier League        | 7           | 0           | 1           | -               | -               | -               | -                 | -                 | -                 | -          | -          | -          | C1                             | 1                              | 0                              | 0                              | 8     | 0     | 1     |
| 2018-2019             | Manchester City        | Premier League        | 10          | 0           | 5           | 1               | 0               | 0               | 1                 | 0                 | 0                 | 1          | 0          | 0          | C1                             | 2                              | 0                              | 0                              | 15    | 0     | 5     |
| 2019-2020             | Manchester City        | Premier League        | 19          | 0           | 2           | 3               | 0               | 1               | 2                 | 0                 | 0                 | -          | -          | -          | C1                             | 6                              | 0                              | 1                              | 30    | 0     | 4     |
| 2020-2021             | Manchester City        | Premier League        | 13          | 2           | 1           | 4               | 0               | 0               | 2                 | 0                 | 1                 | -          | -          | -          | C1                             | 1                              | 0                              | 0                              | 20    | 2     | 2     |
| 2021-2022             | Manchester City        | Premier League        | 1           | 0           | 0           | -               | -               | -               | -                 | -                 | -                 | 1          | 0          | 0          | C1                             | -                              | -                              | -                              | 2     | 0     | 0     |
| 2022-2023             | Manchester City        | Premier League        | -           | -           | -           | -               | -               | -               | -                 | -                 | -                 | -          | -          | -          | C1                             | -                              | -                              | -                              | 0     | 0     | 0     |
| Sous-total            | Sous-total             | Sous-total            | 50          | 2           | 9           | 8               | 0               | 1               | 5                 | 0                 | 1                 | 2          | 0          | 0          | -                              | 10                             | 0                              | 1                              | 75    | 2     | 12    |
| 2023-2024             | FC Lorient             | Ligue 1               | 15          | 2           | 1           | -               | -               | -               | -                 | -                 | -                 | -          | -          | -          | -                              | -                              | -                              | -                              | 15    | 2     | 1     |
| 2024-2025             | FC Zurich              | Super League          | 7           | 0           | 1           | 1               | 0               | 0               | -                 | -                 | -                 | -          | -          | -          | C4                             | -                              | -                              | -                              | 8     | 0     | 1     |
| Total sur la carrière | Total sur la carrière  | Total sur la carrière | 235         | 6           | 29          | 24              | 1               | 4               | 13                | 1                 | 2                 | 2          | 0          | 0          | -                              | 29                             | 0                              | 6                              | 303   | 8     | 41    |

### En sélection nationale
| Saison                | Sélection             | Phases finales        | Phases finales | Phases finales | Phases finales | Éliminatoires | Éliminatoires | Éliminatoires | Ligue Nations UEFA | Ligue Nations UEFA | Ligue Nations UEFA | Matchs amicaux | Matchs amicaux | Matchs amicaux | Total | Total | Total |
| Saison                | Sélection             | Compétition           | M              | B              | Pd             | M             | B             | Pd            | M                  | B                  | Pd                 | M              | B              | Pd             | M     | B     | Pd    |
| --------------------- | --------------------- | --------------------- | -------------- | -------------- | -------------- | ------------- | ------------- | ------------- | ------------------ | ------------------ | ------------------ | -------------- | -------------- | -------------- | ----- | ----- | ----- |
| 2016-2017             | France                | -                     | -              | -              | -              | 2             | 0             | 1             | -                  | -                  | -                  | 2              | 0              | 0              | 4     | 0     | 1     |
| 2017-2018             | France                | Coupe du monde 2018   | 1              | 0              | 0              | -             | -             | -             | -                  | -                  | -                  | 3              | 0              | 0              | 4     | 0     | 0     |
| 2018-2019             | France                | -                     | -              | -              | -              | -             | -             | -             | 1                  | 0                  | 1                  | -              | -              | -              | 1     | 0     | 1     |
| 2019-2020             | France                | -                     | -              | -              | -              | 1             | 0             | 0             | -                  | -                  | -                  | -              | -              | -              | 1     | 0     | 0     |
| Total sur la carrière | Total sur la carrière | Total sur la carrière | 1              | 0              | 0              | 3             | 0             | 1             | 1                  | 0                  | 1                  | 5              | 0              | 0              | 10    | 0     | 2     |

### Liste des matchs internationaux
| Matchs internationaux de Benjamin Mendy | Matchs internationaux de Benjamin Mendy | Matchs internationaux de Benjamin Mendy           | Matchs internationaux de Benjamin Mendy | Matchs internationaux de Benjamin Mendy | Matchs internationaux de Benjamin Mendy | Matchs internationaux de Benjamin Mendy                           |
|                                         | Date                                    | Lieu                                              | Adversaire                              | Résultats                               | Compétitions                            | Notes                                                             |
| --------------------------------------- | --------------------------------------- | ------------------------------------------------- | --------------------------------------- | --------------------------------------- | --------------------------------------- | ----------------------------------------------------------------- |
| 1.                                      | 25 mars 2017                            | Stade Josy-Barthel, Luxembourg, Luxembourg        | Luxembourg                              | 1 - 3                                   | Éliminatoires de la Coupe du monde 2018 | Titulaire.                                                        |
| 2.                                      | 2 juin 2017                             | Roazhon Park, Rennes, France                      | Paraguay                                | 5 - 0                                   | Match amical                            | Titulaire et remplacé par Lucas Digne à la 67e minute de jeu.     |
| 3.                                      | 9 juin 2017                             | Strawberry Arena, Solna, Suède                    | Suède                                   | 2 - 1                                   | Éliminatoires de la Coupe du monde 2018 | Titulaire.                                                        |
| 4.                                      | 13 juin 2017                            | Stade de France, Saint-Denis, France              | Angleterre                              | 3 - 2                                   | Match amical                            | Titulaire et remplacé par Lucas Digne à la 21e minute de jeu.     |
| 5.                                      | 28 mai 2018                             | Stade de France, Saint-Denis, France              | République d'Irlande                    | 2 - 0                                   | Match amical                            | Titulaire et remplacé par Lucas Hernandez à la 63e minute de jeu. |
| 6.                                      | 1er juin 2018                           | Allianz Riviera, Nice, France                     | Italie                                  | 3 - 1                                   | Match amical                            | Rentre en jeu à la 62e minute à la place de Lucas Hernandez.      |
| 7.                                      | 9 juin 2018                             | Parc Olympique lyonnais, Décines-Charpieu, France | États-Unis                              | 1 - 1                                   | Match amical                            | Titulaire et remplacé par Lucas Hernandez à la 66e minute de jeu. |
| 8.                                      | 26 juin 2018                            | Stade Loujniki, Moscou, Russie                    | Danemark                                | 0 - 0                                   | Coupe du monde 2018                     | Rentre en jeu à la 50e minute à la place de Lucas Hernandez.      |
| 9.                                      | 9 septembre 2018                        | Stade de France, Saint-Denis, France              | Pays-Bas                                | 2 - 1                                   | Ligue des nations 2018-2019             | Rentre en jeu à la 62e minute à la place de Lucas Hernandez.      |
| 10.                                     | 17 novembre 2019                        | Air Albania Stadium, Tirana, Albanie              | Albanie                                 | 0 - 2                                   | Éliminatoires de l'Euro 2020            | Titulaire et remplacé par Lucas Digne à la 75e minute de jeu.     |

## Palmarès

### En club
Il est finaliste de la Coupe de France en 2016 avec l'Olympique de Marseille.
Parti ensuite à l'AS Monaco, il devient champion de France 2017, finaliste de la Coupe de la Ligue en 2017 et demi-finaliste de la Ligue des champions en 2017.
Avec Manchester City, il remporte le titre de Champion d'Angleterre en 2018, 2019, 2021 et 2022 ainsi que la Coupe de la Ligue en 2020 et 2021 et le Community Shield en 2018. Il est également finaliste de la Ligue des champions en 2021 et finaliste du Community Shield en 2021 et vice-champion d'Angleterre en 2020.
| Olympique de Marseille                  | AS Monaco (1)                                                                              | Manchester City (7) |
| --------------------------------------- | ------------------------------------------------------------------------------------------ | --- |
| - Coupe de France : - Finaliste : 2016. | - Championnat de France (1) : - Champion : 2017. - Coupe de la Ligue : - Finaliste : 2017. | - Ligue des champions - Finaliste : 2021. - Championnat d'Angleterre - Champion : 2018, 2019, 2021 et 2022 - Community Shield - Vainqueur : 2018. - Finaliste : 2021. - Coupe de la Ligue - Vainqueur : 2020 et 2021. |

### En sélection
Avec l'équipe de France des moins de 19 ans, il est finaliste du Championnat d'Europe 2013 laquelle s'incline en finale 1-0 face à la Serbie.
Il remporte la Coupe du monde 2018 avec l'équipe de France il joue 40 minutes, une blessure le privant de son poste de titulaire au profit de Lucas Hernandez.
| Équipe de France -19 ans                  | Équipe de France (1)                |
| ----------------------------------------- | ----------------------------------- |
| - Championnat d'Europe - Finaliste : 2013 | - Coupe du monde - Vainqueur : 2018 |

## Distinctions personnelles
- Nommé dans l'équipe type de la Ligue 1 en 2017 aux Trophées UNFP.

## Décoration
- Chevalier de la Légion d'honneur. Par décret du Président de la République en date du 31 décembre 2018, tous les membres de l'équipe de France championne du monde 2018 sont promus au grade de Chevalier de la Légion d'honneur[36].

## Engagement citoyen
Début décembre 2020, Benjamin Mendy dévoile son engagement auprès de The SeaCleaners, une association environnementale qui lutte contre la pollution des mers et océans. À l'occasion de la journée mondiale du climat du 8 décembre 2020, l'association publie un clip court mettant en scène Benjamin Mendy préparant du poisson à une petite fille ; le poisson est « pas né » afin de dénoncer l'augmentation du plastique dans l'eau, au détriment du nombre de poissons. Il indique sa volonté d'« interpeller les jeunes et de leur faire passer les bons messages ».

## Affaire judiciaires

### Accusations de viols
En août 2021, il est suspendu par le club de Manchester City et placé en détention provisoire, à la suite des accusations de quatre viols et d’une agression sexuelle qui auraient eu lieu entre octobre 2020 et août 2021 à son domicile de Prestbury dans le Cheshire. Le 10 septembre, le tribunal de Chester confirme sa détention provisoire jusqu'à son procès, programmé le 24 janvier 2022.
Le 16 novembre, deux nouvelles accusations de viols lui sont notifiées, soit un total de six accusations de viols et une d'agression sexuelle. Le 22 décembre, à la suite d'une audience devant le tribunal de Chester, Benjamin Mendy est inculpé d'un septième viol. Son procès est repoussé à l'été 2022,. Le 7 janvier 2022, libéré sous caution, Benjamin Mendy est placé sous contrôle judiciaire. Il a obligation de rester chez lui dans l'attente de son procès.

### Procès et verdict
Le procès s'ouvre le 10 août 2022 au tribunal de Chester et s'étale sur une durée de quatre mois. Mendy est finalement accusé de huit viols, une tentative de viol et une agression sexuelle,. Le footballeur, qui risque la prison à perpétuité, réfute les accusations et plaide non-coupable. Le jury est composé de 14 jurés, huit hommes et six femmes dont deux suppléantes, qui ont été tirés au sort et assermentés après avoir répondu à plusieurs questions, dont une sur leurs liens avec les clubs de Manchester City, où évoluait le footballeur jusqu’à sa suspension, et de Manchester United, le rival local,,. Le procureur Timothy Cray qualifie Benjamin Mendy de « prédateur », qui a mis en place un système pour ramener systématiquement des jeunes femmes âgées d'environ 20 ans dans une maison de campagne du sud de Manchester, avec la complicité d'un rabatteur, Louis Saha Matturie, également accusé de huit viols et quatre agressions sexuelles qui plaide également non-coupable. Bien que le procureur admette que certaines femmes étaient « consentantes », il s'interroge sur le consentement de chacune des femmes. Il soutient également que la résidence de Prestbury, isolée géographiquement et dotée de « panic rooms », fonctionnait comme un piège pour ces femmes qui ont affirmé que leurs téléphones portables leur étaient confisqués à leurs arrivées. Les premières semaines sont consacrées aux témoignages des plaignantes qui décrivent le footballeur adoptant une stratégie de « prédateur » et d'un comportement « direct et cru »,,. Lors du contre-interrogatoire de la sixième jeune femme plaignante, qui accuse Benjamin Mendy de viol, l’avocate de Benjamin Mendy, Eleanor Laws, l'interroge sur son possible consentement, celle-ci étant retournée à son domicile après le viol présumé. Près de trois mois après l'ouverture de son procès, Benjamin Mendy prend la parole pour la première fois devant la cour d'assises de Chester. Il nie avoir eu des relations non consenties en affirmant que « les femmes venaient à lui »,.
Le 13 janvier 2023, Benjamin Mendy est jugé non-coupable de six viols, tandis qu’aucun verdict n’est prononcé pour un septième. Un second procès se tient en juin 2023, concernant le viol d'une femme et la tentative de viol d'une autre. Louis Saha Matturie, soupçonné d'être le « rabatteur » de Benjamin Mendy, fait aussi l'objet d'un nouveau procès, les deux hommes n'étant cette fois pas jugés ensemble. Le 14 juillet 2023, lors du verdict de son second procès, Benjamin Mendy est acquitté, les jurés l'ayant jugé non-coupable de viol et de tentative de viol.
Le 20 novembre 2023, soit plus de 4 mois après son acquittement, il décide d'attaquer son ancien club, Manchester City, en justice et réclame plusieurs millions de Livres pour salaires impayés. En octobre 2024, le club des Cityzens est condamné par le tribunal du travail de Manchester, à lui verser plus de 13 millions d'euros de salaires impayés.